# Girona (provins)
Girona (Catalansk: Girona; spansk: Gerona; fransk: Gérone) er en provins i den nordøstlige del af  Spanien, i den autonome region Catalonien. Den grænser til provinserne Barcelona og Lleida i syd og vest, til Frankrig i nord, og til Middelhavet i øst. Byen Girona er provinshovedstad. Provinsen har 731.864 indbyggere (2008), og dækker et område på 5.910 km².